# Павлов Яків Федотович
Яків Федотович Павлов (*4 (17) жовтня 1917 — †28 вересня 1981) — Герой Радянського Союзу, герой Сталінградської битви, командир групи бійців, яка восени 1942 р. обороняла т. зв. Будинок Павлова у центрі Сталінграда. Цей будинок і його захисники стали символом героїчної оборони міста на Волзі.

## До війни
Я. Ф. Павлов народився в селі Хрестова, нині Валдайський район Новгородської області, закінчив початкову школу, працював у сільському господарстві. Звідти був призваний в Червону Армію в 1938. Велику Вітчизняну війну зустрів у бойових частинах в районі Ковеля, у складі військ Південно-Західного фронту, які вели важкі оборонні бої на території України.

## Сталінград
У 1942 р. був направлений в 42-й гвардійський стрілецький полк 13-ї гвардійської дивізії генерала А. І. Родимцева. Брав участь в оборонних боях на підступах до Сталінграда. У липні-серпні 1942 р. старший сержант Я. Ф. Павлов знаходився на переформування у м. Камишин, де був призначений командиром кулеметного відділення 7-ї роти. У вересні 1942 р. — у боях за Сталінград, виконував розвідувальні завдання.
Увечері 27 вересня 1942 Я. Ф. Павлов отримав бойове завдання командира роти лейтенанта Наумова розвідати обстановку в 4-поверховому будинку, що виходить на площу 9 січня (центральну площу міста) і займає важливе тактичне становище. З трьома бійцями (Чорноголова, Глущенка й Александровим) йому вдалося вибити німців з будівлі і повністю захопити його. Незабаром група отримала підкріплення, боєпостачання, телефонну лінію. Разом зі взводом лейтенанта І. Афанасьєва кількість оборонців дійшла до 24 осіб. Далеко не відразу вдалося прорити траншею та евакуювати мирних жителів, які переховувалися в підвалі будинку.
Фашисти безперервно атакували будівлю, намагалися розбити його артилерією і авіабомбами. Уміло маневруючи силами невеликого «гарнізону», І. Ф. Афанасьєв уникав великих втрат і протягом майже двох місяців не давав ворогові пробитися до Волги.
19 листопада 1942 війська Сталінградського фронту (див. Операція «Уран») перейшли в контрнаступ. 25 листопада під час атаки Я. Ф. Павлов був поранений в ногу. Лежав у госпіталі, потім воював навідником гармати і командиром відділення розвідки в артилерійських частинах 3-го Українського і 2-го Білоруського фронтів, дійшов до Штеттіна. Був нагороджений двома орденами Червоної Зірки, медалями. Незабаром після закінчення війни (17 червня 1945 р.) молодшому лейтенантові Я. Ф. Павлову було присвоєно звання Героя Радянського Союзу (медаль № 6775). Демобілізувався з лав Радянської Армії в серпні 1946 р.

## Післявоєнні часи
Після демобілізації працював у Новгороді, закінчив Вищу партшколу при ЦК КПРС. Тричі обирався депутатом Верховної Ради РРФСР від Новгородської області. Після війни був нагороджений також орденом Леніна, орденом Жовтневої Революції. Неодноразово приїжджав в Сталінград (нині Волгоград), зустрічався з жителями міста, які пережили війну і відновлювали його з руїн. У 1980 році Я. Ф. Павлову присвоєно звання «Почесний громадянин міста-героя Волгограда».
Я. Ф. Павлов похований на алеї героїв Західного кладовища Великого Новгорода.

## Цікавинки
У Великому Новгороді в школі-інтернаті його імені для дітей сиріт та дітей, які залишилися без піклування батьків, існує музей Павлова (мікрорайон Деревяніци, вулиця Берегова, будинок 44).